# National Basketball League (Nueva Zelanda)
La National Basketball League (NZNBL) es una liga semiprofesional de baloncesto masculino de Nueva Zelanda. Creada en 1981, se disputa desde el año 1982, y cuenta en la actualidad con once equipos.

## Historia
La década de 1980 marcó el comienzo de un período de crecimiento y popularidad excepcionales para el baloncesto en Nueva Zelanda. A finales de 1981, seis equipos masculinos (una mezcla de clubes y equipos representativos provinciales) crearon una liga nacional inaugural. Fue un éxito suficiente para quedar bajo el control de la Federación de Baloncesto de Nueva Zelanda al año siguiente, cuando creció en tamaño y consiguió un patrocinador. Una asignación de dos jugadores importados (invariablemente estadounidenses con experiencia en baloncesto universitario) por equipo, y el hecho de que los partidos se jugaran por la noche en el interior, ayudaron a convertir la liga en una nueva opción de entretenimiento familiar. Los espectadores llenaron los pabellones y la cobertura mediática alcanzó niveles sin precedentes. A principios de la década de 1990, la atención por el baloncesto de Nueva Zelanda y de muchos equipos de la NZNBL fue menguando, con cobertura televisiva, patrocinios y público reducidos. Con el éxito de los Tall Blacks en el Campeonato Mundial FIBA 2002 y la introducción de los New Zealand Breakers en la NBL australiana en 2003, el baloncesto en Nueva Zelanda volvió a ganar popularidad.
El número de equipos en cada temporada ha cambiado constantemente desde el inicio de la liga, con muchos ascensos y descensos entre la primera y la segunda división durante las décadas de 1980 y 1990, así como muchas retiradas por motivos económicos. La liga comenzó con 8 equipos en 1982, luego alcanzó un máximo de 13 equipos en 1995, antes de caer a un mínimo de 7 en 2016. En 2019, los Southern Huskies de Tasmania se convirtieron en el primer equipo australiano en unirse a una competición de Nueva Zelanda. La liga volvió a tener 7 equipos en 2020 luego de un formato revisado a pequeña escala debido a la pandemia de coronavirus. En 2022, la liga fue elogiada por alcanzar un equilibrio competitivo después de años de competencia desequilibrada, con talento y recursos distribuidos uniformemente entre los diez equipos.

## Equipos actuales
| Equipo            | Ciudad           | Región             | Pabellón                         | Capacidad | Colores | Debut | Entrenador       |
| ----------------- | ---------------- | ------------------ | -------------------------------- | --------- | ------- | ----- | ---------------- |
| Auckland Tuatara  | Auckland         | Auckland           | Eventfinda Stadium               | 4,179     |         | 2019  | Aaron Young      |
| Canterbury Rams   | Christchurch     | Canterbury         | Cowles Stadium                   | 2,300     |         | 1982  | Judd Flavell     |
| Franklin Bulls    | Pukekohe         | Auckland           | Franklin Pool and Leisure Centre | 1,100     |         | 2020  | Sebastian Gleim  |
| Hawke's Bay Hawks | Napier           | Hawke's Bay        | Pettigrew Green Arena            | 2,500     |         | 1983  | Sam Gruggen      |
| Manawatu Jets     | Palmerston North | Manawatū-Whanganui | Central Energy Trust Arena       | 2,000     |         | 1982  | Natu Taufale     |
| Nelson Giants     | Nelson           | Nelson             | Trafalgar Centre                 | 2,460     |         | 1982  | Michael Fitchett |
| Otago Nuggets     | Dunedin          | Otago              | Edgar Centre                     | 2,880     |         | 1990  | Brent Matehaere  |
| Southland Sharks  | Invercargill     | Southland          | Stadium Southland                | 4,019     |         | 2010  | Guy Molloy       |
| Taranaki Airs     | Nueva Plymouth   | Taranaki           | TSB Stadium                      | 4,560     |         | 1985  | Sam Mackinnon    |
| Tauranga Whai     | Tauranga         | Bay of Plenty      | Mercury Baypark                  |           |         | 2024  | Matt Lacey       |
| Wellington Saints | Wellington       | Wellington         | TSB Bank Arena                   | 4,002     |         | 1983  | Zico Coronel     |

### Equipos de expansión
| Equipo          | Ciudad     | Región | Pabellón | Capacidad | Colores | Debut | Entrenador |
| --------------- | ---------- | ------ | -------- | --------- | ------- | ----- | ---------- |
| Queenstown Yeti | Queenstown | Otago  | TBD      |           | TBD     | TBD   | TBD        |

## Campeonatos por club
| Club               | Títulos | Ciudad       | Año                                                                    |
| ------------------ | ------- | ------------ | ---------------------------------------------------------------------- |
| Wellington Saints  | 12      | Wellington   | 1984, 1985, 1987, 1988, 2003, 2010, 2011, 2014, 2016, 2017, 2019, 2021 |
| Auckland Pirates   | 10      | Auckland     | 1982-1983, 1995-1997, 1999-2000, 2004-2005, 2012                       |
| Canterbury Rams    | 6       | Christchurch | 1986, 1989, 1990, 1992, 2023, 2024                                     |
| Waikato Pistons    | 4       | Hamilton     | 2001-2002, 2008, 2009                                                  |
| Nelson Giants      | 3       | Nelson       | 1994, 1998, 2007                                                       |
| Southland Sharks   | 3       | Invercargill | 2013, 2015, 2018                                                       |
| Hutt Valley Lakers | 2       | Hutt Valley  | 1991, 1993                                                             |
| Otago Nuggets      | 2       | Dunedin      | 2020, 2022                                                             |
| Hawke's Bay Hawks  | 1       | Napier       | 2006                                                                   |